# Reidun Laengen
Reidun Berit Laengen (Heinävesi, 3 dicembre 1948 – 9 ottobre 1995) è stata un'atleta e fondista norvegese ipovedente che ha gareggiato nello sci di fondo ai Giochi paralimpici invernali e nell'atletica leggera ai Giochi paralimpici estivi, vincendo in totale due medaglie d'oro e tre medaglie d'argento.

## Carriera

### Atletica leggera
Laengen ha partecipato alle gare di atletica leggera alle Paralimpiadi estive del 1976 a Toronto, vincendo una medaglia d'argento nei 100 metri B (con un tempo di 0:14.90 ha conquistato il 2º posto, dietro a Bozena Kwiatkowska, oro in	0:14.20 e davanti a Yasuko Takeuchi, 3º posto in 0:15.30) e una d'oro nel salto in lungo B (3.77 m contro i 3.69 di L. Baillargeon e i 3.29 di L. Lex).

### Sci di fondo
Ai Giochi paralimpici invernali del 1976 a Ornskoldsvik, nelle gare di sci di fondo, Laengen ha vinto una medaglia d'oro nella gara dei 10 chilometri B (superando le atlete svedesi Astrid Nilsson e Karin Gustavsson) e due medaglie d'argento, nei 5 chilometri B e nella staffetta 3 x 5 km (insieme ad Aud Grundvik e Aud Berntsen).

## Palmarès

### Paralipiadi estive
- 2 medaglie:
  - 1 oro (salto in lungo B a Toronto 1976)
  - 1 argento (100 metri B a Toronto 1976)

### Paralipiadi invernali
- 3 medaglie:
  - 1 oro (10 km B a Örnsköldsvik 1976)
  - 2 argenti (5 km B e 3x5 km stafetta A-B a Örnsköldsvik 1976)